# اولدیا
اولدیا (انگلیسی: Ooldea) روستای کوچکی است در استرالیای جنوبی. اولدیا در حاشیه شرقی دشت نولاربور، در ۸۶۳ کیلومتری (۵۳۶ مایلی) غرب پورت آگوستا در مسیر راه‌آهن سراسری استرالیا واقع شده است. اولدیا در فاصله ۱۴۳ کیلومتری از بزرگراه ایر قرار دارد.